# Steen Secher
Steen Secher, né le 9 avril 1959 à Torsted, est un skipper danois.

## Carrière
Steen Secher participe aux Jeux olympiques d'été de 1988 à Séoul et remporte la médaille de bronze dans la catégorie du soling. Lors des Jeux olympiques d'été de 1992, il remporte le titre olympique dans la même catégorie de voile.